# Mischa Maisky
Mischa Maisky (in lettone Miša Maiskis; Riga, 10 gennaio 1948) è un violoncellista lettone.

## Biografia
Nato a Riga in Lettonia, dopo un breve periodo di studio nella sua città natale è stato ammesso al conservatorio di Leningrado. Nel 1966 ha vinto un premio al Concorso internazionale Čajkovskij di Mosca, dopodiché ha proseguito gli studi al Conservatorio di Mosca nella classe di Mstislav Rostropovič.
Per Maisky ha avuto inizio così un periodo di intensa attività concertistica nell'Unione Sovietica. Nel 1972 è emigrato in Israele; dopo aver vinto nel 1973 il concorso Gaspar Cassadó di Firenze ha debuttato con la Pittsburg Symphony Orchestra diretta da William Steinberg. Da un ammiratore ha ricevuto in dono un violoncello Montagnana del XVIII secolo, con cui da allora esegue i suoi concerti. Da oltre trent'anni tiene un'intensa attività concertistica in tutto il mondo.
Nel 1974 è divenuto allievo di Grigorij Pjatigorskij; è l'unico violoncellista che abbia avuto occasione di studiare sia con quest'ultimo che con Rostropovič. Da oltre trent'anni è considerato da critici, colleghi e pubblico uno dei maggiori violoncellisti attuali, stimato per la sua impeccabile musicalità, versatilità stilistica e padronanza tecnica.
Ha inciso numerosi dischi, spesso in formazioni da camera, assieme alla pianista Martha Argerich, il violinista Gidon Kremer e il violista Jurij Bašmet.
È padre della pianista Lily Maisky (nata nel 1987) e del violinista Sascha (1989) con i quali si esibisce spesso in concerto.